# Pee Wee Moore
Pee Wee Moore, geboren als Numa Smith Moore (Raleigh, 5 maart 1928 - aldaar, 13 april 2009), was een Amerikaanse jazzsaxofonist (bariton) van de modern jazz. Hij speelde met Dizzy Gillespie.

## Biografie
Als student medicijnen raakte Moore betrokken bij een auto-ongeluk waarbij hij zijn linkeroog verloor. Moore sliep op de achterbank van de auto van een vriend tijdens een rit van New York naar Hampton toen het ongeluk gebeurde. In de vroege jaren 1950 werkte Moore met Lucky Millinder (1950–51), Louis Jordan (1951) en Illinois Jacquet (1952). Daarna speelde hij tot 1956 in de band van James Moody en van 1956 tot 1957 bij Dizzy Gillespie. In 1957 waren hij, Gillespie en Mary Lou Williams betrokken bij de opnamen van Williams' werk Zodiac Suite. Tijdens de jaren 1970 ging hij terug naar zijn geboortestad om voor zijn moeder te zorgen. Overdag werkte hij als klusjesman en speelde daarnaast regelmatig in lokale gelegenheden. 

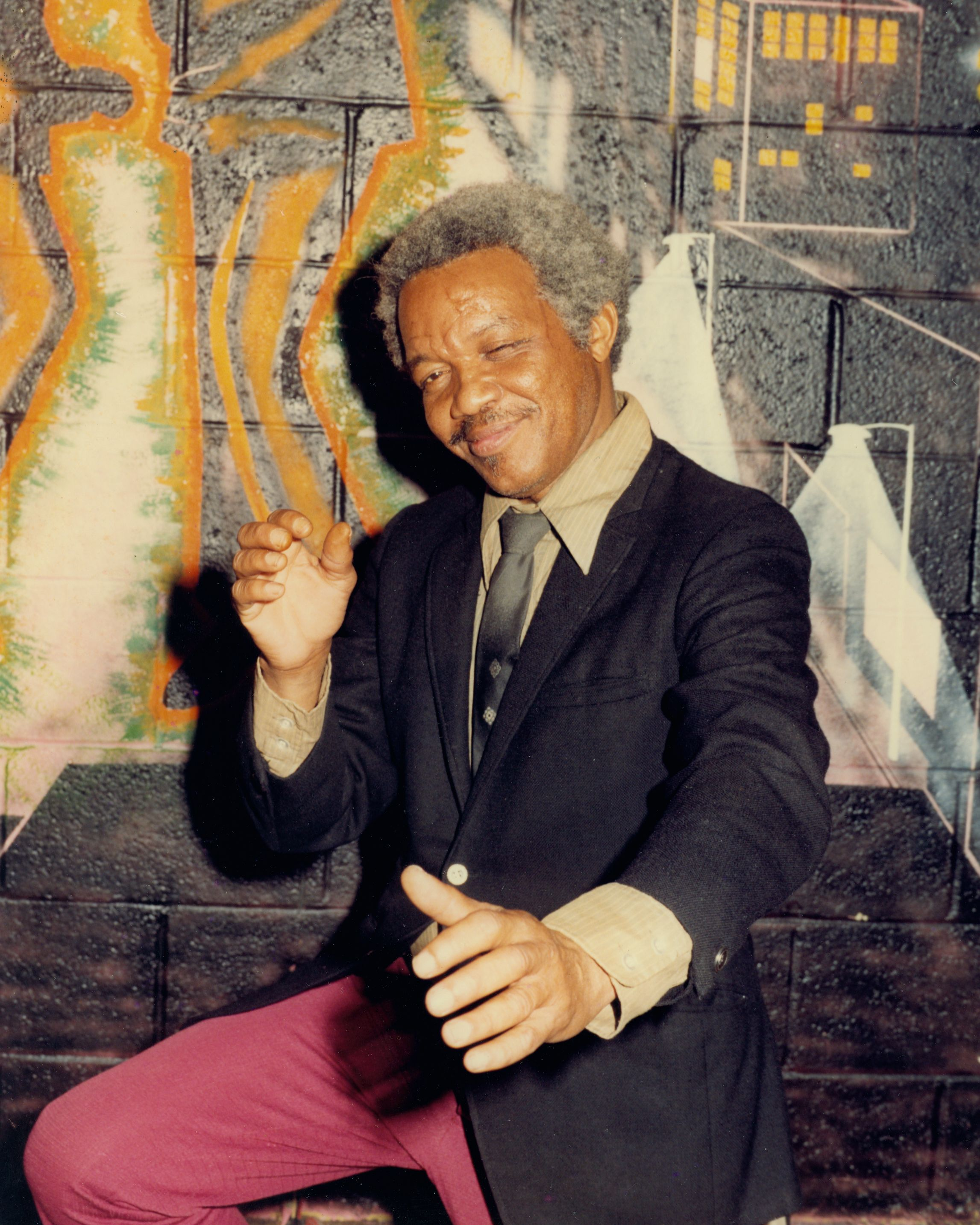
Pee Wee Moore in de jaren 1970
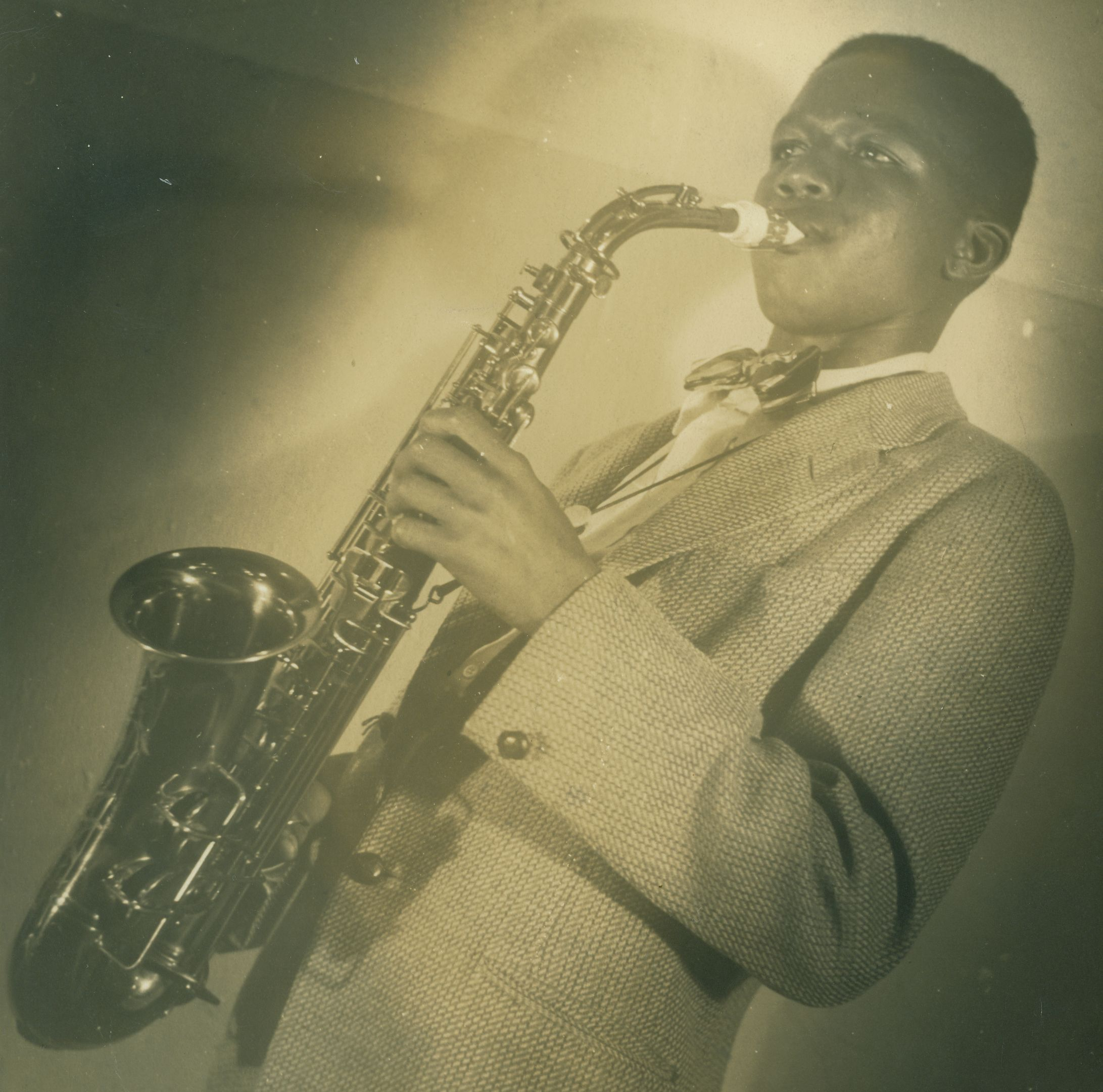
Pee Wee Moore als jongeman

## Overlijden
Pee Wee Moore overleed in april 2009 op 81-jarige leeftijd

## Gedeeltelijke discografie
- Dizzy Gillespie: Birks Works (Verve Records, 1956–57), Live 1957 (Jazz Unlimited), At Newport (Verve, 1957)
- James Moody: Hifi Party (OJC, 1954), Moody's Moods for Blues (OJC, 1954–1955)
- Mary Lou Williamson: Masters of the Modern Piano (Savoy, 1957)